# Atherinella brasiliensis
El tinícalo común (Atherinella brasiliensis), también denominado tínico de laguna (en Venezuela) o simplemente pejerrey (en Uruguay), es una especie de pez marino actinopterigio. Es pescado, pero con importancia comercial menor, para pesca de subsistencia.

## Morfología
Con el cuerpo característico de otros miembros de su familia, color plateado, la longitud máxima descrita es de 16 cm aunque parece ser que la longitud máxima más común es de unos 10 cm.

## Distribución y hábitat
Es una especie de agua marina tropical y salobre, de conducta bentopelágica, que se encuentra sobre fondos blandos, en lagunas salobres o hipersalinas del litoral, en manglares y áreas protegidas del mar abierto. Se distribuye en América del Sur por la costa occidental del océano Atlántico, desde Colombia hasta Montevideo (Uruguay),
Los juveniles se encuentran en el hábitat de los manglares, mientras que los adultos se encuentran en sustratos arenosos cercanos, donde sobre la arena forma grandes bancos.
Es un alimentador generalista y oportunista, con una dieta altamente diversa que consiste principalmente de zooplancton, diatomeas, insectos terrestres y detritus de plantas.